# Always (cântec de Depeche Mode)
Always este o piesă a formației britanice Depeche Mode. Piesa a apărut pe albumul Delta Machine (Bonus Tracks), în 2013.